# Symon Petliura
Symon Vasylyovych Petliura (Poltava, 10 de maio de 1879 - Paris, 25 de maio de 1926) foi um político ucraniano, líder nacionalista da luta, sem sucesso, pela independência da Ucrânia (sendo um colaboracionista com as tropas alemãs durante a sua invasão no Primeira Guerra Mundial), seguida pela Revolução Russa de 1917. Conhecido como o "Hetman Supremo", conduzia grupos armados, maioritariamente compostos por "socialistas-revolucionários", pequenos comerciantes e criminosos, responsáveis por inúmeros pogroms contra judeus, massacres contra trabalhadores e populações, saques e violações em massa e tentativas de assassinato e destruição do Partido Bolchevique e de todos os seus simpatizantes e membros, durante a Guerra Civil Russa. A acção dos seus bandos é descrita por Nikolai Ostróvski no seu livro "Assim Foi Temperado o Aço".
Em 1905 foi co-fundador do Partido Ucraniano do Trabalho.
Foi assassinado em 1926 em Paris, por Sholom Schwartzbard.